# Antoni Halor
Antoni Jan Halor (ur. 12 lipca 1937 w Siemianowicach Śląskich, zm. 10 lutego 2011 w Katowicach) – polski reżyser filmowy i telewizyjny, artysta plastyk, literaturoznawca, publicysta.

## Życiorys
Studiował na Akademii Sztuk Pięknych w Krakowie, gdzie uzyskał dyplom w 1965 r. oraz na Państwowej Wyższej Szkole Teatralnej, Filmowej i Telewizyjnej w Łodzi, której dyplom otrzymał w 1971 r. Doktoryzował się na Uniwersytecie Śląskim w Katowicach z zakresu literaturoznawstwa w 2004 r. (praca doktorska  Legenda i prawda. Wokół wybranych mitów w kulturze śląskiej).
Autor i scenarzysta filmów dokumentalnych, fabularnych i animowanych, przedstawień Teatru Telewizji i innych widowisk telewizyjnych. Malarz, rysownik, grafik, ilustrator książek, jeden z prekursorów mail art. Założyciel Dyskusyjnego Klubu Filmowego „Kino – Oko” w Katowicach. Współzałożyciel katowickiej grupy „Onejron”. Od 1965 członek Związku Polskich Artystów Plastyków, od 1971 Stowarzyszenia Filmowców Polskich. Autor opowiadań, scenariuszy, esejów i szkiców z dziedziny sztuki, filmu i literatury. Autor licznych książek o kulturze, obyczajach i legendach Górnego Śląska.
Z wczesnej twórczości filmowej Halora wyróżnia się nakręcony w kolorowej, szerokoekranowej konwencji westernu krótkometrażowy dokument „Pożegnanie kolejki” o likwidowanej wówczas dojazdowej kolejce górniczej kopalni „Siemianowice”, będący zarazem pierwszym filmem w technice cinemascope zrealizowanym w łódzkiej Szkole Filmowej (autorem zdjęć był Michał Bukojemski) oraz „Wzgórze Marsa albo Powrót powstańca śląskiego” – etiuda fabularna osadzona w górnośląskim pejzażu, z głównymi rolami Tadeusza Kwinty i Marii Hornik, którzy trzy lata później pojawili się także pełnometrażowym fabularnym filmie pt. „Opis obyczajów”.
W latach 1969–1975 Antoni Halor reżyserował większość filmów i widowisk wspólnie z Józefem Gębskim. „Testament” to jeden z najważniejszych filmów dokumentalnych o obozie koncentracyjnym w Oświęcimiu, opowiedziany prozą Tadeusza Borowskiego, wielokrotnie nagradzany na krajowych i międzynarodowych festiwalach i przeglądach (m.in. nagroda Srebrnego Lajkonika na festiwalu KFF w Krakowie w 1970 r., nagroda na MFF w Tours 1971 r., kopia filmu trafiła do zbiorów Museum of Modern Art w Nowym Jorku). Kolejne warte szczególnej uwagi filmy dokumentalne tandemu to m.in. „Czarne-zielone” i „Czarne słońce”, które w realistyczny, chociaż nie pozbawiony humoru sposób opowiadały o pracy górników węgla kamiennego, pomimo wyróżnienia na festiwalu w Krakowie w 1971 r. zostały zdjęte z ekranu przez cenzurę; „Notatnik 14” (nagroda Brązowego Lajkonika w 1973 r.); „Jeden plus jeden” (nagroda w Tampere oraz najlepszy film roku 1974 na festiwalu w Londynie).
Najważniejsze samodzielne filmy reżysera to „Człowiek z laską” (film o generale i wojewodzie Jerzym Ziętku, wyróżniony na festiwalu w Krakowie i uhonorowany Nagrodą Główną w 1979 r. w Łodzi); „Słoneczko jasne zza czarnych gór” (dokumentalny zapis wspomnień i pieśni z aktorskim udziałem sędziwych, ostatnich wówczas jeszcze żyjących powstańców śląskich); „Siedem zegarków Gustawa” (pełnometrażowy, fabularyzowany telewizyjny film dokumentalny o Gustawie Morcinku – I nagroda ZWSD „Epoka” w 1987 roku); „Ulica, o której trochę wiem” – wieńczący filmografię twórcy dokument o przemianie obyczajowej, jaka dotknęła górnośląskie osiedla robotnicze na przestrzeni XX wieku, z elementami autobiografii. W obsadzie dwóch ostatnich filmów zrealizowanych w WFDiF wyróżnia się rola wybitnego zabrzańskiego aktora teatralnego, Andrzeja Lipskiego. Telewizyjny dokument „Małe i niespodziewane odkrycie Śmierci” poświęcony został odkryciu cennej polichromii w drewnianym kościółku w Bierdzanach, którego dokonał bytomski artysta Paweł Sznela. Twórca nawiązał również współpracę z łódzkim Se-Ma-Forem, tworzył i współtworzył liczne spektakle telewizyjne, przedstawienia teatralne i teledyski muzyczne.

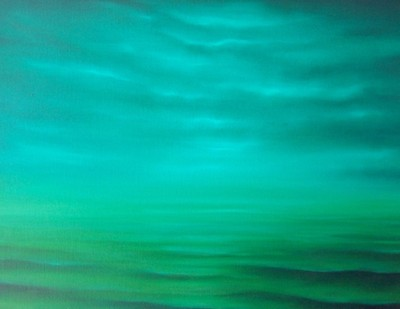
Antoni Halor „Ocean I”, olej, płótno

Twórczość plastyczna Antoniego Halora obejmowała w szczególności malarstwo i grafikę. Od najmłodszych lat przyszły artysta wykazywał się wielkim talentem plastycznym, w okresie nauki w szkole średniej brał udział w zajęciach w katowickim Pałacu Młodzieży zostając laureatem licznych konkursów (m.in. światowego konkursu na ilustracje książek). Ponadto ręcznie kaligrafował książki, manuskrypty i śpiewniki. Od 1967 roku współtworzył katowicką grupę Oneiron wraz z Urszulą Broll, Zygmuntem Stuchlikiem, Andrzejem Urbanowiczem i Henrykiem Wańkiem. Rejs jachtem SY Siemion na Islandię, w którym artysta – posiadający patent sternika – wziął udział w 1979 r., zaowocował inspiracją do serii Atlantyków. Wystawy indywidualne m.in. Warszawa 1966,  Saarbrücken 1973, Katowice 1979, 2003. Prekursorskim wydarzeniem artystycznym była pierwsza wystawa artysty w Warszawie – kopertografika, otwarta z inicjatywy przyszłego profesora UW Henryka Depty oraz działaczki studenckiej Jolanty Słobodzian w Salonie Debiutów na Krakowskim Przedmieściu 20 kwietnia 1966 roku. Zaprezentowane zostały wówczas bogato ilustrowane z użyciem różnych technik plastycznych, utrzymane w żartobliwej konwencji koperty zawierające listy wysyłane przez twórcę od ok. 1960 roku do przyjaciół Pocztą Polską. Artysta brał ponadto udział w wielu wystawach zbiorowych w kraju i za granicą (m.in. wystawa grupy Oneiron Ratingen-Jelenia Góra-Ostrawa-Katowice 2006–2007). Jego prace znajdują się w kolekcjach krajowych (m.in. Muzeum Górnośląskie, Muzeum Śląskie, Muzeum Historii Katowic, Muzeum Miejskie w Siemianowicach Śląskich) i zagranicznych (Austria, Czechy, Francja, Niemcy, Słowacja, Kanada, Szwecja, Holandia). W twórczości plastycznej artysty często pojawiały się motywy pejzażu górnośląskiego.
Pod koniec lat 80. XX wieku artysta zaczął się skłaniać w stronę twórczości literackiej, co było w pewnym stopniu związane ze słabnącym stanem zdrowia. W dziedzinie tej poświęcił się szczególnie problematyce obyczajowości i folkloru Górnego Śląska. Konsekwentnie gromadzona i stale wzbogacana wiedza naukowo-literacka, historyczna i filozoficzna twórcy zaowocowała licznymi publikacjami prasowymi i książkowymi. Powstały m.in. cykle: „Podania i legendy naszych miast” (1987), „O słynnych zbójcach Eliaszu i Pistulce” (1988) i prowadzony przez wiele lat na łamach „Śląska” – od pierwszego numeru miesięcznika aż do śmierci twórcy – cykl „Pejzaż mitologiczny”. Każdy rok przynosił nowe pozycje książkowe, zwykle związane z bardzo szeroko pojętą tematyką śląską, a często też z rodzinnym miastem – Siemianowicami, jak: „Pilnuj obowiązku swego-rzecz o Piotrze Kołodzieju” (1992), „Wokół dawnej kaplicy siemianowickiego pałacu” (1998), „Żarty nieżarty księdza Stabika” (1999), „Przewodnik siemianowicki. Wędrówki po mieście i okolicy” (2000), „Siemianowickie koneksje Józefa Lompy” (2001), „Nasza buda. Szkice z historii I Liceum Ogólnokształcącego w Siemianowicach"(2004), „Kościół Krzyża Świętego w Siemianowicach” (2006). W latach 2004–2009 miasto wydawało corocznie książkowy „Kalendarz siemianowicki” autorstwa Antoniego Halora. W 2010 r. autor napisał jeszcze książkę o Wojciechu Korfantym, najsłynniejszym siemianowiczaninie, którą wydano pośmiertnie w 2012 r. Wiele tych pozycji zostało opublikowanych w ramach serii wydawniczej pn. „Biblioteka Siemianowicka” stworzonej przez Antoniego Halora. Ważne miejsce w twórczości znajdują starannie opracowane „Podania i legendy mikołowskie”, „Bożogrobcy i pudlyrze. Podania i legendy chorzowskie”, „Rok obrzędowy na dawnej ziemi bytomskiej”, publikacje o Górze Świętej Anny i hrabiach Gaszynach, architekturze i sztuce Głogówka, zabytkach Dolnego Śląska itp. Obok własnej twórczości Antoni Halor opracował i wydał również szereg publikacji obcych, w tym tłumaczeń z języków niemieckiego, francuskiego, angielskiego, rosyjskiego i łaciny, które poznał biegle w młodości.
Był także założycielem i pierwszym kierownikiem Studenckiego Dyskusyjnego Klubu Filmowego „Kino-oko” w Katowicach, członkiem Stowarzyszenia Filmowców Polskich, Górnośląskiego Towarzystwa Literackiego, Towarzystwa Przyjaciół Siemianowic Śląskich. W latach 70. XX w. pomimo kontrowersji, które skutkowały nieraz odłożeniem filmów na półki przez cenzurę, otrzymał odznaczenia za zasługi dla kultury województw katowickiego i warszawskiego. Za publikacje o folklorze Górnego Śląska otrzymał Nagrodę Ziemi Bytomskiej im. J. Ligęzy w 1989 r., w 2000 r. został uhonorowany przez Zarząd Województwa Śląskiego Nagrodą im. Karola Miarki. Dorobek twórcy doceniło także śląskie środowisko literackie, na wniosek którego A. Halor w r. 2005 otrzymał odznakę honorową „„Zasłużony dla Kultury Polskiej””.
Był wielkim bibliofilem, a przy tym pasjonatem muzyki klasycznej i westernu, doskonale grał na flecie, gitarze klasycznej i harmonijce ustnej, fotografował. W filmach z początkowego okresu twórczości był często zarówno autorem, jak i wykonawcą muzyki. Część zbiorów bibliotecznych twórcy dostępna jest w czytelni siemianowickiej biblioteki miejskiej.
Został pochowany na cmentarzu w Siemianowicach Śląskich przy ul. Michałkowickiej.

## Upamiętnienie
Władze Siemianowic Śląskich zorganizowały 30 września 2007 r. uroczysty benefis z okazji 70. urodzin artysty w kinoteatrze „Tęcza”, połączony z wystawą twórczości plastycznej i pokazem filmów.
W kwietniu 2012 r. imieniem Antoniego Halora nazwano w rodzinnym mieście odnowiony skwer przy ul. Katowickiej, twórca został wybrany na patrona siemianowickiego gimnazjum nr 7.
Z okazji 80 rocznicy urodzin artysty w czerwcu 2017 r. w Muzeum Miejskim w Siemianowicach otworzona została poświęcona mu stała wystawa. We wrześniu 2017 r. odsłonięto pomnik Antoniego Halora w katowickiej Galerii Artystycznej
Wzrastające zainteresowanie twórczością członków grupy Oneiron i postacią artysty skutkuje kolejnymi wydaniami niepublikowanych dotychczas książek autorskich i opracowań zbiorczych im poświęconych. O twórczości Antoniego Halora piszą m. in. Rafał Księżyk w biografii Śnialnia. Śląski underground oraz Joanna Szweda w wydanym w 2024 roku opracowaniu Literatura w kręgu Oneironu. Interakcje i nawiązania.

## Filmografia

### AKF „Śląsk” (1959–1965)
- O P... sentymentalnie  1960, dok. 8mm
- De Rerum Natura  1961, dok. 8mm
- Andante Molto Cantabile  1962, eksp. 8mm
- Rozdzielenie wód  1962, eksp. 8mm
- Transmutacja 1963, fab. eksp. 8mm
- Szkoła 1964, dok. 8mm
- Moja hałda 1964, dok. 8mm
- Kancjonarz jarosławski 1964, dok. 8mm
- Chrysopea albo Mysterium Coniunctionis czyli jak kamień filozoficzny znaleźć można i należy 1965, fab. eksp. kolor 16mm

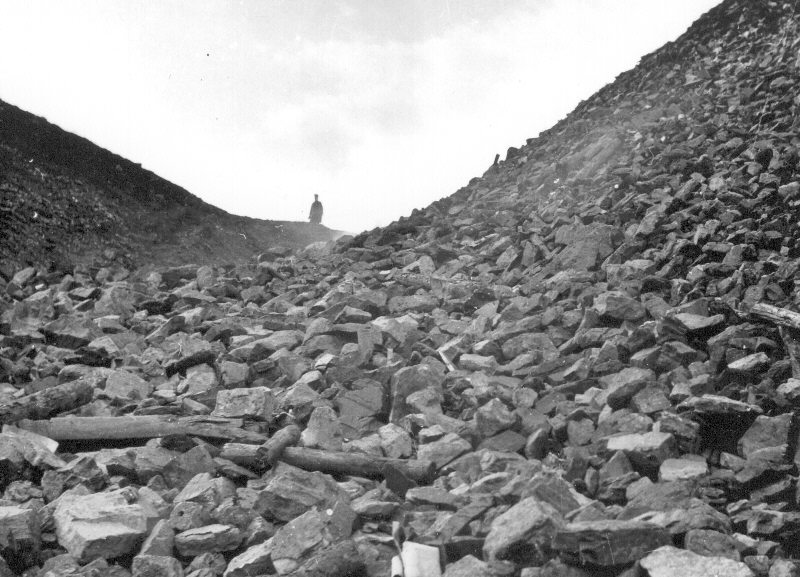
Kadr z filmu „Wzgórze Marsa”, 1969

### Etiudy szkolne PWSTiF (1966–1968)
- Asy  1966, scenariusz, współpraca reżyserska, scenografia, obsada aktorska, anim. z aktorem kolor
- Sobowtór  1966, scenariusz, współpraca reżyserska, scenografia, obsada aktorska, groteska trick.
- Kowalski (reż. Irena Wollen) 1966, współpraca reżyserska
- Sennik sarmacki  1967, scenariusz, reżyseria, obsada aktorska, eksp. kolor
- Maestro (reż. Janusz Zaorski) 1967, obsada aktorska
- Zdjęcie ślubne  1967, scenariusz, reżyseria, scenografia, etiuda fab.
- Pożegnanie kolejki 1968, scenariusz, reżyseria, dok. kolor cinemascope
- Początek eksperymentu 1968, scenariusz, reżyseria, reportaż, dok.
- Wzgórze Marsa albo powrót powstańca śląskiego 1968, scenariusz, reżyseria, scenografia, fab. (absolutorium)

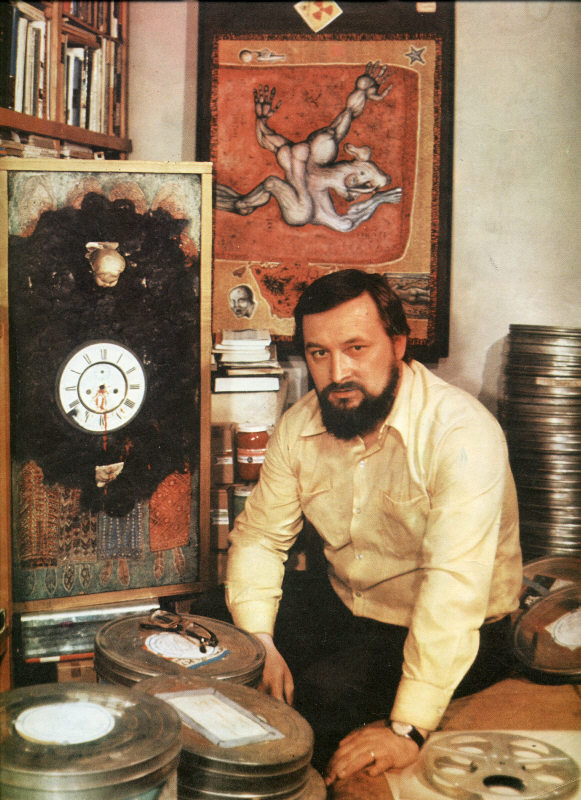
Antoni Halor, reżyser filmowy i telewizyjny, artysta plastyk

### Twórczość profesjonalna WFDiF, TVP, Se-Ma-For (1969-1991)
- Czy chciałbyś pojechać na Wyspy Kanaryjskie 1968, reżyseria, scenariusz, rep. TV
- Testament  1969, reżyseria, scenariusz, dok. kolor
- Cztery pasje po angielsku  1970, dok.
- Drzewo szczęśliwe 1970, reżyseria, scenariusz, opracowanie plastyczne, muzyka, animacja
- Muzeum (reż. Andrzej Piliczewski) 1970, scenariusz
- Sopot 70  1970, reżyseria, scenariusz, muz.
- Joan Baez 1970 (1972), reżyseria, scenariusz, opracowanie plastyczne, muz.
- Czarne-zielone 1971, reżyseria, scenariusz, dok.
- Czarne słońce 1971, reżyseria, scenariusz, dok. TV
- Herosi (reż. Michał Bukojemski, Antoni Halor) 1971, reżyseria, scenariusz, dok.
- Człowiek równa się człowiek 1971, reżyseria, scenariusz, opracowanie plastyczne, animacja
- Jeden plus jeden 1972, reżyseria, scenariusz, dok.
- Nieustraszeni wykonawcy Mozarta 1972, reżyseria, scenariusz, opracowanie plastyczne, animacja
- Saga Rodu Z. 1972, reżyseria, scenariusz, dok.
- Notatnik 14  1973, reżyseria, scenariusz, dok.
- Opis obyczajów  1973, reżyseria, scenariusz, fab.
- Adam i Ewa  1973, reżyseria, scenariusz, dok. fab. 16mm TV
- planować sukces 1974, reżyseria, scenariusz
- Wszystkie moje dzieci 1974, dok. fab.
- Do dnia 1975, reżyseria, scenariusz
- Kto? 1975, reżyseria, scenariusz, komentarz, dok.
- Klowni 1975, reżyseria, scenariusz, komentarz, dok.
- Plener przemysłowy 1976, reżyseria, scenariusz, dok.
- Uczeń i Mistrz 1976, reżyseria, scenariusz
- Teatr z wyobraźni 1976, reżyseria, scenariusz, dok.
- Suity francuskie J.S. Bacha 1977, reżyseria, scenariusz, muz. 16mm TV
- Jacht 1977, reżyseria, scenariusz, dok.
- Człowiek z laską czyli portret człowieka praktycznego 1978, reżyseria, scenariusz, dok.
- Słoneczko jasne zza czarnych gór 1979, reżyseria, scenariusz, dok.
- Czekanie 1980, reżyseria, scenariusz, dok.
- Odyseusz 1981, reżyseria, scenariusz, dok.
- Konrad  1984, reżyseria, scenariusz, dok.
- Siedem zegarków Gustawa albo eremita skoczowski Morcinek  1986, reżyseria, scenariusz, scenografia, dok. fab., 16 mm TV
- Ulica, o której trochę wiem  1989, reżyseria, scenariusz, muzyka, dok.
- Elegia o zapomnianym pałacu 1990, reżyseria, scenariusz, komentarz, dok. TV
- Chopin w zomku 1990, reżyseria, scenariusz, dok. TV
- Jest taka góra 1990, reżyseria, scenariusz, dok. TV
- Małe i niespodziewane odkrycie Troi (wyświetlany pod tytułem Małe i niespodziewane odkrycie Śmierci)  1991, dok., TV

### Realizacje telewizyjne – Teatr TV
- Żegnam Pana, mr Kowalsky 1974
- Pani Widmo 1974
- Doktor Faustus  1975, według T. Manna
- Teresa Raquin  1976, według E. Zoli
- Wędrówki mistrza Kościeja  1978, według M. Ghelderode
- Lizystrata  1980, według Arystofanesa.

Ponadto kilka przedstawień Teatru Sensacji, kilkanaście widowisk rozrywkowych m.in. Barbórka 70 1970, Lekcja tańca dla dorosłych 1971, Haszek&Szwejk 1976, słuchowiska i audycje radiowe.

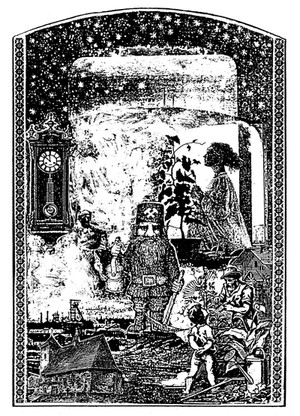
Antoni Halor „Skarbnik”, ilustracja książki

### Dorobek literacki
- Siemianowice. Przewodnik po mieście, 1969
- Podania i legendy naszych miast, 1987
- O słynnych zbójcach Eliaszu i Pistulce, 1988
- O Górze Św. Anny i hrabiach Gaszynach, 1990
- Pilnuj obowiązku swego – rzecz o Piotrze Kołodzieju, 1992
- Kalendarz na rok 1994. Nasza ziemia, 1993
- Podania i legendy mikołowskie, 1995
- Pejzaż mitologiczny, 1996
- Opowieści miasta z rybakiem w herbie. Podania i legendy siemianowickie, 1997
- Bożogrobcy i Pudlyrze. Podania i legendy chorzowskie, 1998
- Wokół dawnej kaplicy siemianowickiego pałacu, 1998
- Żarty nieżarty księdza Stabika, 1999
- Przewodnik Siemianowicki. Wędrówki po mieście i okolicy, 2000
- Siemianowickie koneksje Józefa Lompy, 2001
- Nasza buda. Szkice z historii I-go Liceum Ogólnokształcącego w Siemianowicach, 2004
- Rok obrzędowy na dawnej ziemi bytomskiej, 2004
- Kalendarze księdza Antoniego Stabika, 2004
- Kościół Krzyża Świętego w Siemianowicach, 2006
- Kalendarze siemianowickie na rok 2004, 2005, 2006, 2007, 2008, 2009
- Wojciech Korfanty: Człowiek charakteru, 2012
- Rok obrzędowy na Górnym Śląsku, 2023
- Legenda i prawda. Eliasz i Pistulka w kulturze śląskiej, 2025